# Mason Daring
Kevin Mason Daring (* 21. September 1949 in Philadelphia, Pennsylvania) ist ein US-amerikanischer Komponist.

## Biografie
Mason Daring erlernte in seiner Kindheit die Trompete und die Gitarre. Er schloss 1971 sein Musikstudium am Amherst College ab und spielte fortan in mehreren Musikgruppen mit. Parallel dazu begann er Jura zu studieren und schloss 1976 sein Studium an der Suffolk University ab und arbeitete ab 1977 als zugelassener Anwalt für Medienrecht in Massachusetts. Parallel dazu drehte und schnitt er mehrere Werbefilme. Als Anwalt lernte er später den Filmemacher John Sayles kennen, dem er als Rechtsberater für den Dreh seines Dramas Die Rückkehr nach Secaucus zur Seite stand. Da Sayles auch einen Musiker suchte, engagierte er ihn und Daring debütierte als Filmkomponist. Seitdem war Daring für die Musik von Filmen wie The Opposite of Sex – Das Gegenteil von Sex, Ohne Worte und Silver City verantwortlich und wurde für seine Musik zu Bailey's Mistake 2001 für einen Emmy nominiert.

## Filmografie (Auswahl)
- 1979: Die Rückkehr nach Secaucus (Return of the Secaucus Seven)
- 1984: Der Typ vom anderen Stern (The Brother from Another Planet)
- 1986: Osa – Terror beherrscht die Welt (Osa)
- 1987: Shallow Grave – Reise in die Hölle (Shallow Grave)
- 1988: Acht Mann und ein Skandal (Eight Men Out)
- 1989: Die Bombe (Day One)
- 1991: Das Herz einer Amazone (Wild Hearts Can't Be Broken)
- 1991: Stadt der Hoffnung (City of Hope)
- 1992: Getrennte Wege (Fathers & Sons)
- 1993: Aufruhr in Little Rock (The Ernest Green Story)
- 1993: Hol' die Mama aus dem Sarg! (Ed and His Dead Mother)
- 1993: Mütter ohne Skrupel (Stolen Babies)
- 1994: Die Fesseln der Vergangenheit (Getting Out)
- 1994: Das Geheimnis des Seehundbabys (The Secret of Roan Inish)
- 1994: The Last Outlaw
- 1996: Lone Star
- 1996: Zwischen den Welten (Hidden in America)
- 1997: Ripper – Der Schlitzer (The Ripper)
- 1997: Steve Prefontaine – Der Langstreckenläufer (Prefontaine)
- 1997: The Hunt (Cold Around the Heart)
- 1998: Cyberspace – Ein Alptraum wird wahr... (Evidence of Blood)
- 1998: The Opposite of Sex – Das Gegenteil von Sex (The Opposite of Sex)
- 1999: Music of the Heart
- 1999: Wenn der Nebel sich lichtet – Limbo (Limbo)
- 2000: Wo dein Herz schlägt (Where the Heart Is)
- 2001: Bailey's Mistake
- 2001: Ohne Worte
- 2001: Scheidung auf amerikanisch (Private Lies)
- 2002: Ein Tag mit meinem Bruder (Tru Confessions)
- 2002: Land des Sonnenscheins – Sunshine State (Sunshine State)
- 2003: Casa de los babys
- 2003: Eddies große Entscheidung (Eddie's Million Dollar Cook-Off)
- 2004: Ein anderer Frieden (A Separate Peace)
- 2004: Silver City
- 2007: Honeydripper